# Holoenzima
Holoenzimas são enzimas conjugadas. A unidade é formada por Apoenzima (porção proteica) + Coenzima ou Cofator (porção não proteica ou radical prostético).
Enzimas são estruturas biocatalizadoras de importante função no organismo. São constituídas de duas partes independentes: A parte proteica, apoenzima e a parte não-proteica, coenzima ou cofator. A combinação das duas estruturas forma a Holoenzima ou simplesmente enzima.
O bom funcionamento do organismo se deve a possibilidade de separação da apoenzima e coenzima/cofator para fins específicos.